# Dekanat dzierzgowski (diecezja kielecka)
Dekanat dzierzgowski wchodził w skład diecezji kieleckiej Kościoła katolickiego, funkcjonował w latach 1818-1868, potem został wcielony do większego dekanatu włoszczowskiego. Składał się z następujących parafii:
- Chlewice - pw. św. Jakuba Ap.
- Dzierzgów - pw. Wniebowzięcia NMP
- Goleniowy - pw. Narodzenia NMP
- Kossów - pw. Matki Bożej Częstochowskiej
- Kuczków - pw. Podwyższenia Krzyża Świętego
- Moskorzew - pw. św. Małgorzaty dz. m.
- Nagłowice - pw. Matki Bożej Różańcowej
- Obiechów - pw. Nawiedzenia NMP
- Przyłęk Szlachecki - pw. św. Jana Chrzciciela
- Rakoszyn - pw. św. Stanisława Biskupa
- Słupia Jędrzejowska - pw. św. Trójcy